# I. K. Hofmann
Die I. K. Hofmann GmbH (Hofmann Personal), 1985 von Ingrid Hofmann gegründet, ist ein deutscher Personaldienstleister mit rund 16.000 Mitarbeitern an 90 Standorten in Deutschland und über 40 internationalen Standorten. Zu den Kerndienstleistungen zählen die Bereiche Personalvermittlung, Arbeitnehmerüberlassung, Master Vendor- und On-Site-Management, Outplacement, Outsourcing sowie interne Aus- und Weiterbildung. Das Unternehmen gehört zu den zehn größten Personaldienstleistern Deutschlands (Stand 2023). 2022 betrug der Jahresumsatz rund 750,6 Mio. Euro.

## Geschichte

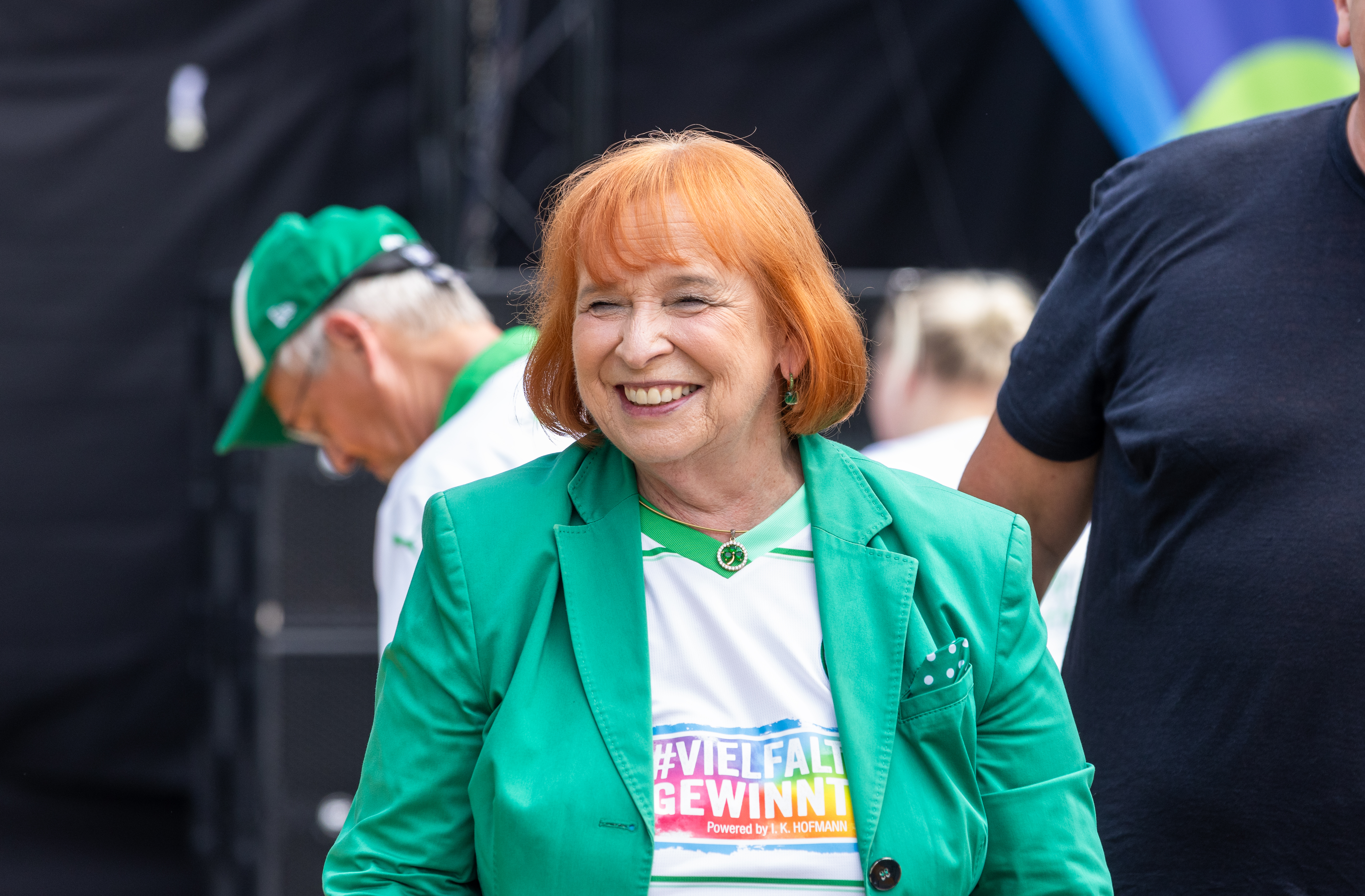
Die Gründerin und Unternehmerin Ingrid Hofmann, Aug. 2024

Ingrid Hofmann absolvierte zunächst eine Ausbildung bei der Nürnberger Blumenimportfirma Florimex und begann dann ihre berufliche Karriere als gelernte Außenhandelskauffrau bei einer Schweizer Zeitarbeitsfirma. Nach fünf Jahren dort entschied sie sich zur selbstständigen Tätigkeit und gründete im Jahr 1985 in Franken ihre eigene Firma, die I. K. Hofmann GmbH. Das erste Büro bezog der Personaldienstleister in Nürnberg gegenüber der Lorenzkirche.
1987 wurde die erste Niederlassung in München gegründet und wenig später wurde Siemens der erste Großkunde des Unternehmens. In den Anfangsjahren wurden rund 60 technisch-gewerbliche und kaufmännische Fachkräfte an Firmen weitervermittelt. Ende des Jahrtausends waren es rund 3000 Mitarbeiter, die im Wesentlichen, neben kaufmännischen Tätigkeiten, elektrotechnische und Metallberufe in der Automobilindustrie vermittelt bekamen. Bereits kurz nach der Wende eröffnete Hofmann Personal als einer der ersten Personalvermittler ein Büro in Ostdeutschland (Freiberg) und kurze Zeit später wurden die ersten Mitarbeiter für Tätigkeiten nach Westdeutschland rekrutiert. 1995 gab es 16 ostdeutsche Niederlassungen mit 1000 Zeitarbeitnehmern.
Bis 2006 gründete Ingrid Hofmann Tochterunternehmen in Österreich, England und Tschechien. Ende 2007 folgte die Erschließung des nordamerikanischen Marktes und im Januar 2008 die Eröffnung der ersten Niederlassung in den USA. Weiterhin expandierte das Unternehmen nach Italien und in die Slowakei. 2015 übernahm Hofmann Personal den Schweizer Personaldienstleister Nemensis AG, der Dienstleistungen in den Branchen der Chemie, Biotechnologie, Pharmazie, Medizintechnik und Gesundheitsversorgung vermittelt. Zu Nemensis gehört der Personaldienstleister Jobboxx AG, der in der Schweiz die Branchen der Bürotätigkeiten, Logistik, Industrie und Technik bedient. Im Jahr 2023 erwarb das österreichische Tochterunternehmen I. K. Hofmann GmbH 75 Prozent an der Carpe Diem Austrian Operarius GmbH.
2017 wurden neue Niederlassungen in Aachen, am Flughafen Frankfurt und in Freiburg eröffnet. Zudem wurden im selben Jahr aufgrund des geänderten Arbeitnehmerüberlassungsgesetzes Investitionen in die IT und umfangreiche Schulungen für alle Hofmann-Mitarbeiter umgesetzt.

## Weiteres Engagement
Seit dem Unternehmensstart fließt jährlich ein Anteil des Unternehmensgewinns an Projekte in Nürnberg und Umgebung.
Hofmann Personal engagiert sich seit mehreren Jahrzehnten in der Sportförderung. Zunächst wurden ab den 1990er Jahren die Nürnberger Club-Handballerinnen finanziell unterstützt. Auch bei den Fußballern des 1. FC Nürnberg warb das Unternehmen bis 2000. Seit der Saison 2001/02 unterstützt der Personalvermittler den Fußballverein SpVgg Greuther Fürth und weitete in der Folge die Unterstützung zunehmend aus. Es folgte eine weitere finanzielle Unterstützung bei den Nürnberger Falcons. Seit 2017 ist Hofmann Personal der Hauptsponsor der SpVgg Fürth. Es entstanden gemeinsame Kampagnen mit der SpVgg Fürth, den Ice Tigers, dem HC Erlangen und den Nürnberger Falcons, unter anderem „Kein Fan ohne Job“ und später „Vielfalt gewinnt“. Seit 2023 ist das Unternehmen Namensgeber für das Hofmann Personal Stadion in Linz, Österreich.

## Unternehmensstruktur
Das Unternehmen hält Niederlassungen und Tochterunternehmen in Italien, Österreich, Tschechien, in der Schweiz und der Slowakei, in Ungarn und den USA. Die englische Tochtergesellschaft wurde aufgrund des Brexit 2020 aufgelöst. Daneben führt das Unternehmen an den Standorten Dingolfing, Regensburg und Nürnberg unternehmenseigene Weiterbildungsakademien. 2022 erzielte das Unternehmen einen Umsatz in Höhe von 750,6 Mio. Euro und beschäftigte rund 16.000 Mitarbeiter. Die I. K. Hofmann GmbH ist nach DIN EN ISO 9001 zertifiziert und trägt im Arbeitsschutzmanagement das Sicherheitszertifikat für Personaldienstleister (SCP).
| Name und Sitz des Tochterunternehmens                           | Beteiligungsquote |
| --------------------------------------------------------------- | ----------------- |
| Actuell Personal GmbH, Bonn                                     | 100 %             |
| I. K. Hofmann Projektmanagement GmbH, Nürnberg                  | 100 %             |
| HeadsHire GmbH, München                                         | 49 %              |
| Heinrich & Coll. Gesellschaft für Personalberatung mbH, München | 100 %             |
| Lott GmbH, Rastatt                                              | 100 %             |
| I. K. Hofmann GmbH, Linz (AT)                                   | 100 %             |
| Carpe Diem Austrian Operarius GmbH (AT)                         | 75 %              |
| Hofmann-Wizard s. r. o., Pilsen (CZ)*                           | 100 %             |
| I. K. Hofmann Holding AG, Unterengstringen (CH)**               | 100 %             |
| I. K. Hofmann s.r.o. (SK)                                       | 90 %              |
| I. K. Hofmann USA, Inc., Atlanta (USA)                          | 100 %             |

* Über die Hofmann-Wizard s. r. o. (CZ) besteht eine mittelbare Beteiligung von weiteren 10 % der Anteile an der I.K. Hofmann s.r.o. (SK). 
** Über die I.K. Hofmann Holding AG besteht eine mittelbare Beteiligung an der Nemensis AG, Reinach (CH), der Jobboxx AG, Reinach (CH), sowie der Nemensis AG, München (D).

## Geschäftstätigkeiten
Die Unternehmensgruppe der I. K. Hofmann GmbH ist Anbieter von Personaldienstleistungen und kundenspezifischen Projekten im gewerblich qualifizierten Bereich, Engineering- und IT-Servicebereich sowie Anbieter von Personaldienstleistungen im Pflege- und Gesundheitsbereich. Zu den Kerndienstleistungen zählen die Servicebereiche Personalvermittlung und Arbeitnehmerüberlassung sowie Aus- und Weiterbildung in den eigenen Akademien der Hofmann-Unternehmensgruppe. Die Arbeitnehmerüberlassung umfasst unter anderem die Überwachung und Koordination des bereitgestellten Personals vor Ort sowie die Vereinheitlichung und laufende Optimierung sämtlicher dazugehörigen Prozesse. In den Akademien werden die Zeitarbeitnehmer weitergebildet und zudem auf die neuen Arbeitseinsätze vorbereitet. In Arbeitssimulationseinrichtungen sollen praktische Fertigkeiten erarbeitet, und Kommunikationsfähigkeit im fachlichen und sozialen Bereich ausgebaut werden. Über die 2015 neu benannte Einheit Experts Consulting Center vermittelt das Unternehmen Personal mit höherer Qualifikation.

## Auszeichnungen
- 2005: Nürnberger Nachhaltigkeitspreis[6]
- 2008–2024[18]: Jährliche Auszeichnung als einer der besten Arbeitgeber Deutschlands von Great Place to Work[19]
- 2010: Ludwig-Erhard-Preis in der Kategorie „Mittlere Unternehmen“[20]
- 2016: VBG-Arbeitsschutzpreis in Gold[11]
- 2018: Ludwig-Erhard-Preis in der Kategorie „Große Unternehmen“[11]
- 2023: „Arbeitgeber der Zukunft“ des Deutschen Innovationsinstituts für Nachhaltigkeit und Digitalisierung[19]
- 2023: Erster Platz in der Kategorie Kundenzufriedenheit bei den Personaldienstleistern des Deutschen B2B-Award[21]
- 2024: „Beliebtester Ausbildungsbetrieb“ in der Branche Personalwesen, von kununu und Verlagsgruppe Zeit[22]
- 2024: 1. Platz bei Great Place to Work Bayern[23]